# Karsbach
Karsbach este o comună din landul Bavaria, Germania, care în 2005 avea 1.940 locuitori.
1. ↑  Alle politisch selbständigen Gemeinden mit ausgewählten Merkmalen am 31.12.2018 (4. Quartal) (în germană), Statistisches Bundesamt[*], arhivat din original la 10 martie 2019, accesat în 10 martie 2019